# Söllereck
Das Söllereck ist ein 1706 m hoher Berg in den Allgäuer Alpen bei Oberstdorf in Bayern. Mit den benachbarten Bergen (zum Beispiel Schlappoltkopf, Söllerkopf, Fellhorn) trennt er das Birgsautal vom Kleinwalsertal.
Das Söllereck ist ein teilweise bewaldeter Grasberg, der besonders für Bergwanderer interessant ist. Durch die Söllereckbahn ist er touristisch erschlossen.

## Bilder

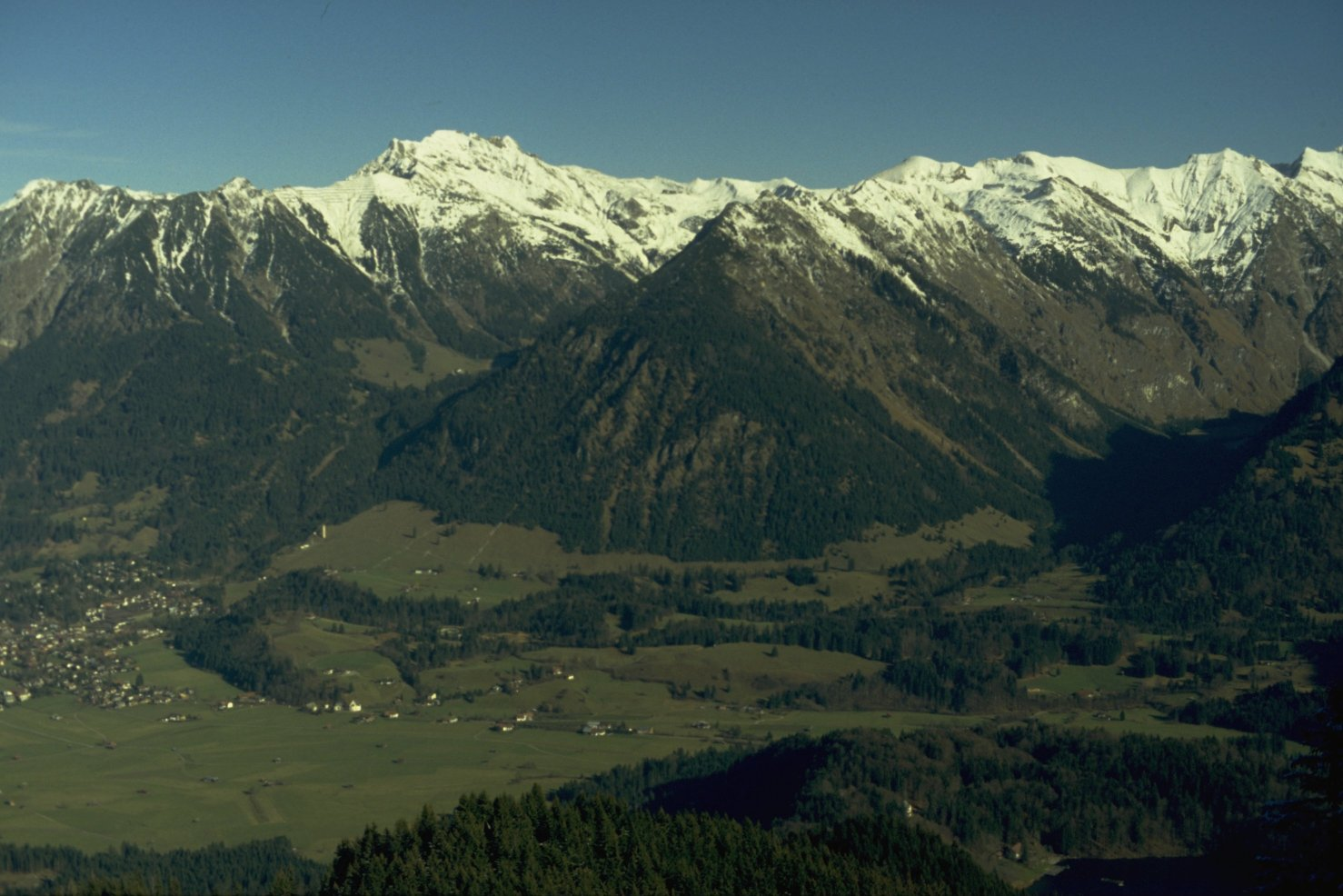
Blick vom Söllereck nach Osten. Der höchste der schneebedeckten Gipfel ist das Nebelhorn

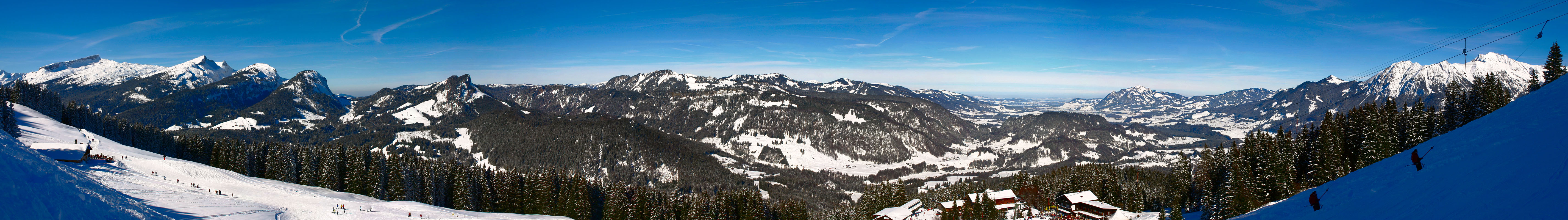
Panoramabild von der Skipiste beim Schrattenwanglift oberhalb des Söllerecks